# Michele Levrino
Michele Levrino (Cumiana, 8 settembre 1880 – Carpi, 12 luglio 1944) è stato un operaio e antifascista italiano.

## Biografia
Originario del torinese, sposato con due figli. Durante la prima guerra mondiale fu arrestato, perché attivista socialista, e inviato al fronte da dove tornò ferito. Nel 1919 si trasferì a Sesto San Giovanni (Milano) per lavorare come manovale alla Breda.
Partecipò agli scioperi del 1944. Come testimoniato dal figlio Giuseppe, fu arrestato per attività antifasciste nella propria abitazione il 5 marzo 1944 e portato a San Vittore. Successivamente, il 27 aprile, venne trasferito a Fossoli. Il 12 luglio dello stesso anno venne fucilato nel famigerato eccidio di Cibeno.
Di lui si ha un'ultima lettera, scritta a Fossoli, di cui non si conosce la data, pubblicata nella raccolta Ultime lettere di condannati a morte e di deportati della Resistenza Italiana.
Il comune di Sesto San Giovanni gli ha dedicato un largo e un'epigrafe.